# Ride 'Em Cowboy
Ride 'Em Cowboy é um filme de comédia e western produzido dos Estados Unidos, dirigido por Arthur Lubin e lançado em 1942.. Foi o filme de estreia da dupla Abbott & Costello.

## Elenco
- Bud Abbott como Duke
- Lou Costello como Willoughby
- Dick Foran como Bronco Bob Mitchell
- Anne Gwynne como Anne Shaw
- Johnny Mack Brown como Alabam' Brewster
- Judd McMichael como Tom
- Ted McMichael como Harry
- Joe McMichael como Dick
- Mary Lou Cook como Dotty Davis
- Ella Fitzgerald como Ruby
- Samuel S. Hinds como Sam Shaw
- Douglass Dumbrille como Jake Rainwater
- Morris Ankrum como Ace Anderson